# Tomopteris tenuis
Tomopteris tenuis är en ringmaskart som beskrevs av Caroli 1932. Tomopteris tenuis ingår i släktet Tomopteris och familjen Tomopteridae. Inga underarter finns listade i Catalogue of Life.